# 油炸糕
油炸糕，糯米麵（烫麵）为皮，豆沙为馅，作成直径5—8厘米，厚1厘米的饼，再用植物油炸熟。一般色澤金黃色，外層酥脆，内層綿軟。
比較有名的有天津耳朵眼炸糕、北京南来顺炸糕。
另外，以黄米面为皮做成的炸糕叫黄米面炸糕。也有以江米面作皮的江米面炸糕。